# Anfótero
En química, una sustancia anfótera es aquella que puede reaccionar ya sea como un ácido o como una base. La palabra deriva del  prefijo griego amphi- (αμφu-), que significa ‘ambos’. Muchos metales (tales como zinc, estaño, plomo, aluminio, y berilio) y la mayoría de los metaloides tienen óxidos o hidróxidos anfóteros.
Otra clase de sustancias anfóteras son las moléculas anfipróticas que pueden donar o aceptar un protón. Algunos ejemplos son los aminoácidos y las proteínas, que tienen grupos amino y ácido carboxílico, y también los compuestos autoionizables como el agua y el amoníaco.

## Óxidos e hidróxidos anfóteros[2]
El óxido de zinc (ZnO) reacciona de manera diferente dependiendo del pH de la solución:
- En medio ácido: {\displaystyle {\ce {ZnO + 2H+ -> Zn2+ + H2O}}}
- En medio básico: {\displaystyle {\ce {ZnO + H2O + 2OH- -> [Zn(OH)4]^{2-}}}}

Este efecto puede utilizarse para separar diferentes cationes, tales como el zinc del manganeso.
Hidróxido de aluminio es así:
- Base (neutralizando un ácido): {\displaystyle {\ce {Al(OH)3 + 3HCl -> AlCl3 + 3H2O}}}
- Ácido (neutralizando una base): {\displaystyle {\ce {Al(OH)3 + NaOH -> Na[Al(OH)4]}}}

Otros ejemplos de sustancias anfóteras serían:
- Hidróxido de berilio
  - Reacción con ácido:  {\displaystyle {\ce {Be(OH)2 + 2HCl -> BeCl2 + 2H2O}}}
  - Reacción con base:    {\displaystyle {\ce {Be(OH)2 + 2NaOH -> Na2Be(OH)4}}}

- Óxido de plomo
  - Reacción con ácido:    {\displaystyle {\ce {PbO + 2HCl -> PbCl2 + H2O}}}
  - Reacción con base:  {\displaystyle {\ce {PbO + 2Ca(OH)2 +H2O -> Ca_2[Pb(OH)6]}}}

- Óxido de zinc
  - Reacción con ácido:     {\displaystyle {\ce {ZnO + 2HCl -> ZnCl2 + H2O}}}
  - Reacción con base:  {\displaystyle {\ce {ZnO + 2NaOH + H2O -> Na2[Zn(OH)4]}}}

Otros elementos que forman óxidos anfóteros son: Si, Ti, V, Fe, Co, Ge, Zr, Cr, Ag, Sn, Au

## Moléculas anfipróticas
De acuerdo con la teoría de Brønsted-Lowry de ácidos y bases: los ácidos son donantes de protones y las bases son receptores de protones. Una molécula o ion anfiprótico puede donar o aceptar un protón, actuando ya sea como un ácido o una base. El agua, los aminoácidos, los iones hidrogenocarbonato y los iones hidrogenosulfato son ejemplos comunes de especies anfipróticas. Ya que pueden donar un protón, todas las sustancias anfipróticas contienen átomos de hidrógeno. Además, puesto que pueden actuar como un ácido o una base, son anfóteros.

### Ejemplos
Un ejemplo común de una sustancia anfiprótica es el ion hidrógenocarbonato (o bicarbonato), que puede actuar como una base:
{\displaystyle {\ce {HCO3- + H2O <=> H2CO3 + OH-}}}
o como un ácido:
{\displaystyle {\ce {HCO3- + H2O <=> H3O^+ + CO3^{2-}}}}
Es decir, en unos casos puede aceptar un protón y en otros donarlo
El agua es el ejemplo más común, actuando como una base al reaccionar con un ácido como el ácido clorhídrico:
{\displaystyle {\ce {H2O + HCl <=> H3O+ + Cl-}}}
y actuando como un ácido cuando reacciona con una base, como el amoníaco: 
{\displaystyle {\ce {H2O + NH3 <=> NH4+ + OH-}}}
Las sustancias clasificadas como anfóteras tienen la particularidad que la carga eléctrica de la parte hidrofílica equilibra en función del pH del medio. Actúan como ácidos en medios ácidos y como bases en medios básicos, para contrarrestar el pH del medio. Los tensoactivos que son anfóteros poseen una carga positiva en ambientes fuertemente ácidos, presentan carga negativa en ambientes fuertemente básicos, y en medios neutros tienen forma intermedia híbrida (ion mixto).
Al aplicar un flujo de corriente en el medio donde se encuentran se moverán hacia la carga positiva si actúan como ácidos (y por tanto negativamente) o hacia la carga negativa si actúan como bases (y por tanto positivamente). Si se encuentran en forma de ion mixto permanecerán inmóviles. Este proceso es llamado electroforesis